# کرشیمیر لونچار
کرشیمیر لونچار (کرواتی: Krešimir Lončar؛ زادهٔ ۱۲ فوریهٔ ۱۹۸۳) بازیکن بسکتبال اهل کرواسی بود.
از باشگاه‌هایی که در آن بازی کرده‌است می‌توان به یونیورسو ترویزو، باشگاه بسکتبال والنسیا، باشگاه بسکتبال اسپلیت، و آلبا برلین اشاره کرد.
وی در مسابقات کشوری و بین‌المللی در مجموع برندهٔ ۳ مدال نقره شده‌است.